# Aeroporto di Kuçovë
L'aeroporto di Kuçovë (ICAO: LAKV) è un aeroporto militare albanese situato nelle vicinanze della città di Kuçovë, all'intersezione tra la strada statale 72 e la 91.  
La struttura è dotata di una pista in asfalto lunga 2853 m, l'altitudine è di 41 m (135 ft), l'orientamento della pista è 14/32. Inoltre è presente una seconda pista in asfalto lunga 2 500 metri.

## Storia
La costruzione della base aerea iniziò, nella Repubblica Popolare Socialista d'Albania, nel 1952 e fu completata nel 1955.
Durante la crisi del 1997, la base aerea di Kuçovë fu catturata dai ribelli. I danni causati dai manifestanti furono riparati solo nel 1999. Dal 2002 al 2004 la base venne ristrutturata secondo gli standard NATO. I miglioramenti includevano una nuova torre di controllo, una nuova illuminazione e la ripavimentazione. Nel 2004, l'Albania annunciò il progetto di rottamare 80 aerei obsoleti per modernizzarsi in vista dell'adesione alla NATO. Gli aerei da rottamare comprendevano MiG-15, MiG-19, addestratori Yakovlev e F-5 e F-6 di produzione cinese (Shenyang). I velivoli vennero immagazzinati a Kuçovë durante questo processo. Recentemente, molti di questi velivoli ritirati sono stati messi all'asta dal governo dell'Albania. Nel 2011, la base venne utilizzata come location per le riprese del terzo episodio della sedicesima serie di Top Gear.
Nell'agosto 2018, il primo ministro dell'Albania, Edi Rama, annunciò che la NATO avrebbe investito nella base, affermando che “la NATO investirà più di 50 milioni di euro solo per la prima fase del progetto di modernizzare la base aerea di Kuçovë". Una caratteristica della base aerea di Kuçovë è l'hangar sotterraneo, a cui si accede da una via di rullaggio separata tra i campi agricoli, a circa 1 km a est del complesso principale di rullaggio, dispersione e pista.
Il 4 marzo 2024, la base aerea è stata inaugurata ed è entrata in funzione dopo i lavori di ristrutturazione.